# Cecilio de los Santos
Cecilio de los Santos (* 12. Februar 1965 in Rivera) ist ein ehemaliger uruguayischer Fußballspieler auf der Position eines Verteidigers.

## Laufbahn
De los Santos begann seine Profikarriere bei seinem „Heimatverein“ Frontera Rivera Chico und wechselte 1984 zum Erstligisten Bella Vista, bei dem er bis 1988 unter Vertrag stand.
Anschließend wechselte er in die mexikanische Liga und gewann mit dem Club América in der Saison 1988/89 den Meistertitel und den Supercup sowie in den nächsten drei Jahren zweimal den CONCACAF Champions’ Cup und 1991 die Copa Interamericana.
Während seiner Zeit bei den Americanistas gelang De los Santos auch der Sprung in die uruguayische Fußballnationalmannschaft, für die er zwischen 1991 und 1993 neun Länderspieleinsätze absolvierte.
Nach seinem Weggang von América im Sommer 1994 spielte er noch für die mexikanischen Vereine UANL Tigres und Puebla FC, bevor er seine aktive Laufbahn in Diensten von Nacional Montevideo ausklingen ließ.

## Erfolge
- Mexikanischer Meister: 1988/89
- Mexikanischer Supercup: 1989
- CONCACAF Champions’ Cup: 1990, 1992
- Copa Interamericana: 1991